# 1998 VP20
1998 VP20 är en asteroid i huvudbältet som upptäcktes den 10 november 1998 av LINEAR i Socorro County, New Mexico.
Asteroiden har en diameter på ungefär 12 kilometer och den tillhör asteroidgruppen Themis.